# 上井里兼
上井 里兼（うわい さとかね）は、安土桃山時代から江戸時代前期にかけての武将。島津氏の家臣。
永禄9年（1566年）、上井秀秋の嫡子として生まれた。
天正18年（1590年）2月に、25歳にして島津義弘の家老に就任する。その後、日向国小林地頭となり、朝鮮の役にも義弘の供をして渡海、慶長3年（1598年）に泗川の戦いでの勝利を報告する為に帰国し、そのまま伏見に在住した。
慶長15年（1610年）、琉球の検地で功を為し、慶長18年（1613年）には義弘の人質が出府する供をして江戸に8年間在住、その功として200石を賜る。
寛永8年（1631年）、帖佐（現・鹿児島県姶良市）の中津野村にて病没。子孫は、諏訪因幡守頼満（諏訪因幡守頼水か?）の免許を得て、曾祖父以前の姓である「諏訪氏」に帰した。